# Antivodonik
Antivodonik (H) je antimaterijski pandan vodonika. Dok je obični atom vodonika sastavljen od elektrona i protona, atom antivodonika se sastoji od pozitrona i antiprotona. Naučnici se nadaju da će proučavanje antivodonika pružiti uvid u odgovore na pitanje zašto u posmatranom svemiru ima više materije nego antimaterije, što je poznato kao problem barionske asimetrije. Antivodonik se veštački proizvodi u akceleratorima čestica. Godine 1999. NASA je dala procenu troškova od $62,5 biliona dolara po gramu antivodonika (što je ekvivalent $118 biliona dolara danas), što ga čini najskupljim materijalom za proizvodnju. To je posledica izuzetno niskog prinosa po eksperimentu i visokih oportunitetnih troškova korišćenja akceleratora čestica.

## Eksperimentalna istorija
Akceleratori su prvi put otkrili vrući antivodonik tokom 1990-ih. Istraživački projekat ATHENA je studirao hladne H 2002. godine. Antivodonik je prvi put bio zarobljen u radu tima Aparata za lasersku fiziku antivodonika (ALPHA) u CERN-u 2010. godine. Oni su zatim izmerili njegovu strukturu i druga važna svojstva. ALPHA, AEGIS i GBAR planiraju dalje hlađenje i proučavanje H atoma.

### prelazno merenje
Godine 2016, ALPHA experimentom je izmeren atomsko elektronski prelaz između dva najniža energetska nivoa antivodonika, 1S–2S. Rezultati, koji su identični rezultatima vodonika unutar eksperimentalne rezolucije, podržavaju ideju simetrije materija-antimaterija i CPT simetrije.

## Karakteristike
CPT teorema fizike čestica predviđa da atomi antivodonika imaju brojne karakteristike koje regularni vodonik ima; tj. istu masu, magnetni moment i frekvencije tranzicije atomskog stanja (pogledajte atomsku spektroskopiju). Na primer, očekuje se da pobuđeni atomi antivodonika sijaju istom bojom kao i obični vodonik. Atome antivodonika bi trebalo da privlači druga materija ili antimaterija gravitacionom silom iste veličine kao to to doživljavaju i obični atomi vodonika. To ne bi bilo tačno ako bi antimaterija imala negativnu gravitacionu masu, što se smatra vrlo malo verovatnim, mada još nije empirijski opovrgnuto (pogledajte gravitacionu interakciju antimaterije).
Kada antivodonik dođe u kontakt sa običnom materijom, dolazi do brze anihilacije njegovh konstituenata. Pozitron se anihilira sa elektronom uz proizvodnju gama zraka. Sa druge strane, antiproton se sastoji od antikvarkova koji se kombinuju sa kvarkovima u bilo neutronima, ili u protonima, što rezultira visokim energetskim pionima, koji se brzo raspadaju u muone, neutrina, pozitrone i elektrone. Ako bi atomi antivodonika bili suspendovali u savršenom vakuumu, oni bi trebalo da opstanu u nedogled.
Očekuje se da antivodonik kao antielement ima potpuno ista svojstva kao i vodonik. Na primer, antivodonik bi bio gas u standardnim uslovima i kombinovao bi se sa antikiseonikom da formira antivodu, H2O.

## Produkcija
Godine 1995. je prvi antivodonik proizveo tim koji je predvodio Valter Elert iz CERN-a koristeći metodu koju su prvi predložili [[[Charles Munger Jr|Čarls Manger Mlađi]], Stanli Dž Brodski i Ivan Šmit Andrad.
U LEAR akceleratoru, antiprotonima iz akceleratora su gađani u ksenonski klasteri, čime su formirani elektron-pozitronski parovi. Antiprotoni mogu da hvataju pozitrone sa verovatnoćom oko 10−19, tako da ova metoda nije pogodna za značajnu proizvodnju, sudeći po proračunu. Fermilab je izmerila nešto drugačiji poprečni presek, što je u skladu s predviđanjima kvantne elektrodinamike. Oba su rezultirala visoko energetskim, ili vrućim antiatomima, neprikladnim za detaljno proučavanje.
Nakon toga, CERN je izgradio antiprotonski decelerator (AD) kako bi se pospešili napori na dobijanju niskoenergetskog antivodonika, za ispitivanja osnovnih simetrija. AD podržava rad nekoliko CERN grupa. CERN očekuje da će njihova postrojenja moći da proizvode 10 miliona antiprotona u minuti.

### Nisko energetski antivodonik
Eksperimenti kolaboracije  i ATHENA pri CERN-u, objedinili su pozitrone i antiprotone u Peningovim klopkama, što je rezultiralo sintezom sa tipičnom brzinom od 100 atoma antivodonika u sekundi. Antivodonik je prvo proizvela ATHENA 2002. godine, a potom ATRAP, i do 2004. godine napravljeni su milioni atoma antivodonika. Sintetisani atomi su imali relativno visoku temperaturu (nekoliko hiljada kelvina), pa su se sudarali sa zidovima eksperimentalnog aparata i anihilirali. Većina preciznih testova zahteva dugo vreme posmatranja.
ALPHA, naslednica kolaboracije ATHENA, formirana je radi stabilnog hvatanja antivodonika. Iako je antivodonik električno neutralan, njegovi spinovi magnetnih momenata formiraju interakcije sa nehomogenim magnetnim poljem; neki atomi bivaju privučeni magnetnim minimumom, stvorenim kombinacijom ogledala i višepolnih polja.
U novembru 2010, ALPHA kolaboracija je objavila da su zarobili 38 atoma antivodonika u šestini sekunde, prvom zatvaranju neutralne antimaterije. U junu 2011. godine zarobili su 309 atoma antivodonika, do 3 istovremeno, u trajanju do 1.000 sekundi. Zatim su proučavali njegovu hiperfinu strukturu, gravitacione efekte i naboj. ALPHA će nastaviti merenja zajedno sa eksperimentima ATRAP, AEGIS i GBAR.

### Veći atomi antimaterije
Veće atome antimaterije kao što su antideuterijum (D), antitricijum (T) i antihelijum (He) mnogo je teže proizvesti. Jezgra antideuterijuma, antihelijuma-3 (3He) i antihelijuma-4 (4He) su bila formirana tako velikim brzinama da sinteza njihovih odgovarajućih atoma predstavlja nekoliko tehničkih prepreka.

## Spoljašnje veze
- Merrifield, Michael; Copeland, Ed. „H Antihydrogen”. Sixty Symbols. Brady Haran for the University of Nottingham.